# Aeroportul Chatham-Kent
Aeroportul Chatham-Kent (IATA: XCM, ICAO: CYCK) este un aeroport din Ontario, Canada. Aeroportul a fost tranzitat în 2019 de 0 pasageri.
Situat la o altitudine de 197 m, aeroportul dispune de o singură pistă.